# Runamok
Runamok war eine unterfränkische Thrash-Metal-Band aus Remlingen, die im Jahr 2003 gegründet wurde.

## Geschichte
Die Band wurde im Jahr 2003 von Gitarrist und Sänger Fabian „Fabs“ Schwarz (The New Black, Abandoned, Ex-Stormwitch, Ex-Paradox, Ex. Fallen 2 Pieces), Gitarrist Oliver Kaufmann (Ex-Tyran' Pace), Schlagzeuger Mario Schmitt (Ex-Fallen 2 Pieces) und Bassist Freddy Schartl (Apokrypha) gegründet. Zusammen entwickelten sie die ersten Lieder, veröffentlichten 2003 ein Demo und Anfang 2004 ihr Debütalbum Make My Day. Innerhalb der ersten acht Monate spielte die Band außerdem Konzerte zusammen mit Exodus, Tankard und Mechanix. Ende 2004 folgte das nächste Album, das den Namen Back for Revenge trug. Der Clown auf dem Cover sollte später zum Markenzeichen der Band aufsteigen, genau wie ihr harter Thrash-Sound, der deutlich an die Klänge der Bay Area angelehnt ist.
2005 erschien mit Dance of the Dead das dritte Album. Auf diesem war mit Dominik Schwarz am Bass der Bruder von Fabian Schwarz zu hören. Nach der Veröffentlichung fand Sänger Michael „Jimmy“ Imhof zur Band, sodass Fabian Schwarz sich vollkommen auf sein Gitarrenspiel konzentrieren konnte. Zu dieser Zeit trat Schwarz der Band Paradox bei, stieg aber bereits nach einem Jahr wieder aus. Dort lernte er Schlagzeuger Chris Weiss kennen. Weiss ersetzte später Schlagzeuger Mario Schmitt. Das eigentlich schon fertig produzierte Album Freak Business wurde erneut eingespielt und im Jahr 2007 bei Mausoleum Records veröffentlicht.
Ende 2009 erschien das fünfte Album Electric Shock.

## Stil
Die Band spielt klassischen Thrash Metal, der mit der Musik von Megadeth, Annihilator und Testament vergleichbar ist.

## Diskografie

### Alben
- 2004: Make My Day (Eigenveröffentlichung)
- 2004: Back for Revenge (Metal Axe Records)
- 2005: Dance of the Dead (Metal Axe Records)
- 2007: Freak Business (Mausoleum Records)
- 2009: Electric Shock (Mausoleum Records)

### Demos
- 2003: Runamok (Eigenveröffentlichung)